# Oscar Gloukh
Oscar Gloukh (hebrejsky: אוסקר גלוך) (* 1. dubna 2004) je izraelský profesionální fotbalista, který hraje na pozici ofenzivního záložníka nebo křídelníka za nizozemský klub AFC Ajax a izraelský národní tým.

## Mládí
Oscar Gloukh se narodil 1. dubna 2004 v Rechovotu v Izraeli a vyrůstal ve čtvrti Sha'arayim, která se nachází asi 20 kilometrů jižně od Tel Avivu. Je synem Maxima Gloukha, bývalého profesionálního fotbalisty ruského a židovského původu, který emigroval se svou rodinou ve 13 letech. Maxim, který hrál jako útočník, působil na Ukrajině a v Moldavsku, a po konci kariéry s manželkou provozoval nezávislou podnikatelskou činnost v oblasti celních inspekcí v Ašdodu.

## Klubová kariéra

### Maccabi Tel Aviv
Gloukh si 8. srpna 2021 odbyl svůj seniorský debut v klubu Maccabi Tel Aviv v zápase, který skončil remízou 1:1 proti Hapoelu Jeruzalém v Toto Cupu (Hapoel Jeruzalém nakonec zvítězil 7:6 po penaltách).
Dne 11. dubna 2022 také debutoval v Ligat ha'Al při remíze 1:1 s Makabi Haifa, kde v 28. minutě vstřelil svůj první seniorský gól.

### Red Bull Salzburg
Dne 27. ledna 2023 byl Gloukh zakoupen rakouským šampionem Red Bull Salzburg za 7 milionů eur a podepsal smlouvu na 4,5 roku.
Gloukh dal gól 20. září 2023 v 51. minutě svého debutu v Lize mistrů UEFA; v zápase proti portugalskému klubu Benfica, kde Gloukh zajistil vítězství 0:2 na hřišti soupeře. Tím se stal nejmladším izraelským fotbalistou, který kdy vstřelil gól v Lize mistrů, ve věku 19 let.
Dne 18. června 2025 vstřelil úvodní gól v zápase, který skončil vítězstvím 2:1 nad Pachucou v prvním dni Mistrovství světa ve fotbale klubů 2025, a stal se tak prvním Izraelcem, který hrál a vstřelil gól na Mistrovství světa ve fotbale klubů.

### Ajax
Dne 1. srpna 2025, Gloukh podepsal smlouvu do 30. června 2030 s klubem AFC Ajax. Zveřejněné finanční detaily o přestupu zahrnují přestupní částku 14,75 milionu eur a maximálně 2,5 milionu eur v potenciálních bonusech. Podle zpráv zahrnuje jeho smlouva roční plat ve výši 1,2 milionu eur, plus 0,6 milionu eur v možných bonusech. Zvolil si číslo dresu 10, které předtím nosili klubové legendy Dick van Dijk, Dennis Bergkamp, Jari Litmanen, Rafael van der Vaart nebo Wesley Sneijder. Technický ředitel Ajaxu Alex Kroes řekl o Gloukhovi: "Oscar je ofenzivní záložník, který je jak kreativní, tak talentovaný, přispívající svými góly a asistencemi. Je to také inteligentní hráč s vynikající vizí, je mimořádně ochotný se učit a je ambiciózní. V našich rozhovorech dal jasně najevo, že Ajax je ideální klub pro jeho rozvoj. Jeho rozhodnutí zvolit si Ajax před velkými penězi říká vše o jeho charakteru a mentalitě." Předtím, než se rozhodl připojit k Ajaxu, byl Gloukh také cílem Atlética Madrid, Porta, RB Lipska, AS Řím a Stuttgartu.
Ajax je speciální klub. Mnoho legend hrálo za tento klub. Tento klub je opravdu velký. Od mládí jsem vždy byl fanouškem Ajaxu. Snil jsem o tom, že budu hrát na tomto stadionu. Je to pro mě jako sen. Dušan Tadić je jedním z mých oblíbených hráčů. Frenkie de Jong také.

— Gloukh po podepsání smlouvy s Ajaxem

## Reprezentační kariéra
Gloukh reprezentoval Izrael U19 od roku 2021 a podílel se na jeho kvalifikaci na Mistrovství Evropy ve fotbale do 19 let 2022, což bylo podruhé v historii. Gloukh vstřelil 4 góly (třetí nejlepší střelec) a přidal 2 asistence, včetně gólu ve finálovém zápase proti Anglii, který skončil porážkou 1:3 po prodloužení. ESPN ho zařadila mezi nejlepší hráče šampionátu a byl vybrán do „Týmu turnaje“ podle UEFA. Gloukhův gól za Izrael ve finále proti Anglii mu také vynesl cenu „Gól turnaje“.
Gloukh byl také součástí izraelského týmu do 21 let, kde debutoval 2. června 2022 a zúčastnil se kvalifikace na Mistrovství Evropy ve fotbale do 21 let 2023, kam se Izrael probojoval potřetí v historii.
V listopadu 2022 byl Gloukh poprvé povolán do izraelského národního týmu před přípravnými zápasy na domácí půdě proti Zambii a Kypru. Dne 17. listopadu debutoval, když nastoupil jako náhradník, při vítězství 4:2 nad Zambií. Tři dny nato Gloukh nejenže nastoupil v základní sestavě proti Kypru, ale zároveň vstřelil svůj první gól za seniorskou reprezentaci.
V červnu 2023 byl Gloukh zařazen do kádru národního týmu Izraele pro jejich kvalifikační zápas na Mistrovství Evropy ve fotbale 2024 proti Bělorusku. Gloukh nastoupil z lavičky v 57. minutě a jen několik vteřin po devadesáté minutě vstřelil svůj první gól v oficiální mezinárodní soutěži UEFA, čímž zajistil další vítězství Izraele.

### Letní olympijské hry 2024
Gloukh byl vybrán do národního týmu do 23 let, aby se zúčastnil mužského fotbalového turnaje na Letních olympijských hrách 2024. Odehrál všechny tři zápasy, ale Izrael byl vyřazen již ve skupinové fázi. Vstřelením vyrovnávacího gólu proti Paraguayi (2:2) se tak stal devátým a nejmladším střelcem Izraele v olympijské historii ve věku 20 let a 3 měsíců.

## Statistiky

### Klubové
Platí k zápasu hranému 23. července 2025.
| Klub              | Sezóna            | Liga                | Liga   | Liga | Národní pohár | Národní pohár | Ligový pohár | Ligový pohár | Kontinentální | Kontinentální | Ostatní | Ostatní | Celkově | Celkově |
| Klub              | Sezóna            | Soutěž              | Zápasy | Góly | Zápasy        | Góly          | Zápasy       | Góly         | Zápasy        | Góly          | Zápasy  | Góly    | Zápasy  | Góly    |
| ----------------- | ----------------- | ------------------- | ------ | ---- | ------------- | ------------- | ------------ | ------------ | ------------- | ------------- | ------- | ------- | ------- | ------- |
| Maccabi Tel Aviv  | 2021/22           | Ligat ha'Al         | 8      | 3    | 2             | 0             | 1            | 0            | 0             | 0             | —       | —       | 11      | 3       |
| Maccabi Tel Aviv  | 2022/23           | Ligat ha'Al         | 17     | 4    | 2             | 2             | 2            | 0            | 4             | 0             | —       | —       | 25      | 6       |
| Maccabi Tel Aviv  | Celkově           | Celkově             | 25     | 7    | 4             | 2             | 3            | 0            | 4             | 0             | —       | —       | 36      | 9       |
| Red Bull Salzburg | 2022/23           | Rakouská Bundesliga | 15     | 2    | —             | —             | —            | —            | 2             | 0             | —       | —       | 17      | 2       |
| Red Bull Salzburg | 2023/24           | Rakouská Bundesliga | 29     | 7    | 5             | 0             | —            | —            | 6             | 2             | —       | —       | 40      | 9       |
| Red Bull Salzburg | 2024/25           | Rakouská Bundesliga | 26     | 10   | 2             | 1             | —            | —            | 12            | 0             | 3       | 1       | 43      | 12      |
| Red Bull Salzburg | 2025/26           | Rakouská Bundesliga | 0      | 0    | 0             | 0             | —            | —            | 1             | 0             | —       | —       | 1       | 0       |
| Red Bull Salzburg | Celkově           | Celkově             | 70     | 19   | 7             | 1             | —            | —            | 21            | 2             | 3       | 1       | 101     | 23      |
| Ajax              | 2025/26           | Eredivisie          | 0      | 0    | 0             | 0             | —            | —            | 0             | 0             | —       | —       | 0       | 0       |
| Celkově v kariéře | Celkově v kariéře | Celkově v kariéře   | 95     | 26   | 11            | 3             | 3            | 0            | 25            | 2             | 3       | 1       | 137     | 32      |

### Reprezentační
Platí k zápasu hranému 6. června 2025.
| Národní tým | Rok     | Zápasy | Góly |
| ----------- | ------- | ------ | ---- |
| Izrael      | 2022    | 2      | 1    |
| Izrael      | 2023    | 9      | 2    |
| Izrael      | 2024    | 7      | 0    |
| Izrael      | 2025    | 3      | 0    |
| Celkově     | Celkově | 21     | 3    |

#### Reprezentační góly
Skóre a výsledky Izraele jsou vždy zapsány jako první. Góly Oscara Gloukha jsou zvýrazněny.
| Gól | Datum              | Místo                                     | Soupeř    | Skóre | Výsledek | Soutěž                                            |
| --- | ------------------ | ----------------------------------------- | --------- | ----- | -------- | ------------------------------------------------- |
| 1.  | 20. listopadu 2022 | Stadion ha-Mošava, Petach Tikva, Izrael   | Kypr      | 1:2   | 2:3      | Přátelský zápas                                   |
| 2.  | 16. června 2023    | Szusza Ferenc Stadion, Budapešť, Maďarsko | Bělorusko | 2:1   | 2:1      | Kvalifikace na Mistrovství Evropy ve fotbale 2024 |
| 3.  | 9. září 2023       | Národní stadion, Bukurešť, Rumunsko       | Rumunsko  | 1:1   | 1:1      | Kvalifikace na Mistrovství Evropy ve fotbale 2024 |

## Úspěchy
Red Bull Salzburg
- Rakouská Bundesliga: 2022/23

Individuální
- Tým turnaje Mistrovství Evropy ve fotbale hráčů do 19 let: 2022
- Gól turnaje Mistrovství Evropy ve fotbale hráčů do 19 let: 2022